# Matteo Minozzi
Matteo Minozzi (Padova, 4 giugno 1996) è un rugbista a 15 italiano, in carriera di ruolo ala o estremo, 32 volte internazionale per l'Italia con la quale ha preso parte alla Coppa del Mondo di rugby 2019 e per la quale ha marcato complessivamente 11 mete.

## Biografia
Padovano, formatosi rugbisticamente nel Valsugana, fu chiamato nel 2013 dall'accademia della Federazione Italiana Rugby a Mogliano Veneto per poi essere ingaggiato da professionista nel Calvisano con cui, nel 2017, si laureò campione d'Italia.
Nell'estate 2017 fu ingaggiato dalle Zebre in Pro14, dove si mise in luce per la capacità realizzativa dovuta alla velocità in ragione della sua relativamente bassa statura (175 centimetri); a novembre 2017, grazie a tali caratteristiche, il C.T. dell'Italia Conor O'Shea lo convocò e lo fece esordire contro Figi; del Sei Nazioni 2018, nell'incontro con l'Irlanda a Dublino, è la prima meta internazionale di Minozzi che, nel prosieguo del torneo, andò in meta altre tre volte, nell'ordine contro Francia, Galles e Scozia; grazie a tali prestazioni fu tra i candidati al riconoscimento di miglior giocatore del torneo.
Nonostante fuori dal Sei Nazioni 2019 a causa di un infortunio al ginocchio, a febbraio 2019 giunse la notizia dell'ingaggio di Minozzi da parte del club inglese Wasps per la stagione 2019-20.
Successivamente giunse anche la convocazione nella squadra italiana partecipante alla Coppa del Mondo 2019 in Giappone, dove scese in campo in tre match e mise a segno due mete.
Nel 2020 il nuovo commissario tecnico Franco Smith lo convoca per il Sei Nazioni 2020, dove parte da estremo titolare nell'esordio contro il Galles sabato 2 febbraio.
Il 1º novembre 2022 il Benetton ne ufficializza l’ingaggio.
Il 22 febbraio 2024, attraverso i propri canali ufficiali, il club trevigiano comunica la risoluzione consensuale del contratto che legava Minozzi al Benetton sino al giugno 2025. Contestualmente Minozzi stesso giustifica la decisione con il mancato completo recupero dagli infortuni che ne hanno tormentato la carriera e con il desiderio di dedicarsi alla sua nuova attività sportivo/imprenditoriale.
Qualche mese più tardi, il 23 luglio 2024 il Petrarca ne ufficializza l’ingaggio.

## Palmarès
- Campionati italiani: 1
Calvisano: 2016-17